# La Steppe (film, 1977)
Pour les articles homonymes, voir La Steppe.
Pour plus de détails, voir Fiche technique et Distribution.
La Steppe (Степь) est un film soviétique réalisé par Sergueï Bondartchouk, sorti en 1977,. C'est l'adaptation de la nouvelle éponyme d'Anton Tchekhov.

## Synopsis
Ivan Ivanovitch emmène son jeune neveu Yegoruchka étudier au gymnase. Ils sont accompagnés d'un prêtre aimable mais pragmatique, le recteur de l'église locale, père Christophe Syriïski. Yegoruchka est triste parce qu'il a quitté sa maison. Sur son chemin, il rencontre de nombreuses nouvelles personnes. Au cours de son voyage, le garçon découvre la beauté et la puissance des étendues steppiques.

## Fiche technique
- Titre : La Steppe
- Réalisation : Sergueï Bondartchouk
- Scénario : Sergueï Bondartchouk
- Photographie : Leonid Kalachnikov, Vladimri Chevtsik
- Musique : Viatcheslav Ovtchinnikov
- Décors : Youri Fomenko, Viktor Petrov,
- Costumes : Nadejda Bouzina
- Montage : Elena Mikhaïlova, Bozhena Maslennikova
- Son : Youri Mikhaïlov
- Format : 2.35 : 1 - 35 mm - mono - couleur
- Production : Mosfilm
- Pays : URSS
- Genre : drame
- Durée : 134 minutes
- Sortie : 1977

## Distribution
- Oleg Kouznetsov : Yegoruchka
- Vladimir Sedov : Ivan Kouzmitchev
- Nikolaï Trofimov : Père Christophe Syriïski
- Sergueï Bondartchouk : Emelian
- Ivan Lapikov : Panteleï Kholodov, le vagabond
- Gueorgui Bourkov : Vassia
- Stanislav Lioubchine : Constantin Zvonyk
- Innokenti Smoktounovski : Moiseï Moiseevich
- Anatoli Vassiliev : Nikolaï Dymov
- Valeri Zakhariev : Stiopka
- Igor Kvacha : Salomon Moïseevich
- Lillian Malkina : Rose
- Irina Skobtseva : Comtesse Dranitskaïa
- Natalia Andreïtchenko : jeune femme
- Mikhaïl Glouzski : Semion Varlamov
- Mikhaïl Kokchenov : Kiriukha
- Vassili Livanov : Casimir
- Evgueni Gourov : berger